# ज़
Cette page contient des caractères spéciaux ou non latins. S’ils s’affichent mal (▯, ?, etc.), consultez la page d’aide Unicode.
ज़, appelé za et transcrit z, est une consonne de l’alphasyllabaire devanagari. Elle est composée d’un dja ‹ ज › et d’un point souscrit.

## Utilisation
La za ‹ ज़ › est utilisé pour transcrire une consonne fricative alvéolaire voisée [z], par exemple en kashmiri ou en hindi.

## Représentations informatiques
- précomposé

| formes | représentations | chaînes de caractères | points de code | descriptions                                    |
| ------ | --------------- | --------------------- | -------------- | ----------------------------------------------- |
| pleine | ज़               | ज़                     | U+095B         | lettre devanagari za                            |
| morte  | ज़्               | ज़◌्                    | U+095B U+094D  | lettre devanagari za, symbole devanagari virama |

- décomposé

| formes | représentations | chaînes de caractères | points de code       | descriptions                                                                |
| ------ | --------------- | --------------------- | -------------------- | --------------------------------------------------------------------------- |
| pleine | ज़               | ज़                     | U+091C U+093C        | lettre devanagari dja, symbole devanagari noukta                            |
| morte  | ज़्               | ज़◌्                    | U+091C U+093C U+094D | lettre devanagari dja, symbole devanagari noukta, symbole devanagari virama |